# 好きな惣菜発表ドラゴン
好きな惣菜発表ドラゴン（すきなそうざいはっぴょうドラゴン）は、日本のボカロPのンバヂによる楽曲。ボーカルに重音テト（UTAU版）を起用した曲で、2023年8月にYouTube、ニコニコ動画で公開された。

## 概要
ドラゴンが好きな惣菜を発表していくという内容の楽曲。その好きな惣菜を淡々と紹介するドラゴンに対し、「すごいわかる」「すき」といったコメントが寄せられている。
かねてからX（旧Twitter）を中心にネット上で多彩な創作活動を行い、2022年にボカロPとしての活動を始めたンバヂが、2023年夏開催の楽曲投稿祭「The VOCALOID Collection」ネタ曲投稿祭部門への参加のため、同年8月に発表した。この曲は部門ランキング4位となった。

## 反響・評価
公開から約7か月後の2024年3月、多くの著名人が次々と話題に挙げたことで知名度が拡大し、「ただただ好きなものの話をするだけ」というポジティブさから人気となり、「好きな○○発表ドラゴン」として、楽曲の形式に自分の好きなものを当てはめる二次創作動画がインターネット上に多数投稿されるようになった。
2024年4月3日に公開されたBillboard JAPAN「ニコニコ VOCALOID SONGS TOP20」で1位を獲得した。
2024年11月28日に発表されたイー・ガーディアン調査の「SNS流行語大賞 2024」では、2位に「好きな○○発表ドラゴン」がランクインした。同年12月18日にピクシブとドワンゴが開催した「ネット流行語100」年間大賞2024では、総合第3位（トップ20単語賞）にランクインするほか、「ネット新語賞」にも選ばれた。